# Les Nouveaux Sauvages
Pour plus de détails, voir Fiche technique et Distribution.
Les Nouveaux Sauvages (Relatos salvajes - littéralement « récits sauvages ») est un film à sketches argentino-espagnol écrit, réalisé et monté par Damián Szifrón, sorti en 2014.
Il est présenté en sélection officielle au Festival de Cannes 2014. Il est sélectionné pour représenter l'Argentine à l'Oscar du meilleur film en langue étrangère aux Oscars du cinéma 2015. Il est ensuite primé huit fois aux prix Platino 2015.

## Synopsis
Dans le monde actuel, beaucoup de personnes plongent dans le stress ou la dépression et certaines finissent par craquer. Face aux souffrances qu'elles endurent, certaines personnes finissent par céder au désir de vengeance.
Six récits sur le thème de la vengeance se succèdent :

### Pasternak
Un homme et une femme font connaissance dans un avion et découvrent qu'ils connaissent tous les deux un jeune homme nommé Gabriel Pasternak. La femme a été sa petite amie et l'a plaqué ; l'homme a été le président du jury lors de son admission au conservatoire et a écrit une critique très négative de son travail de musicien. Petit à petit, les autres passagers du vol découvrent qu'ils sont tous reliés à Pasternak et qu'ils lui ont été désagréables, d'une manière ou d'une autre. Une hôtesse de l'air révèle que celui-ci n'est autre que le chef de cabine du vol et qu'il vient de s'enfermer dans le cockpit. Le vol est un piège organisé par ce même jeune homme, qui est psychologiquement fragile et qui a prémédité de régler ses comptes avec tous ceux qui lui ont nui jusqu'à ce jour. Les passagers et l’équipage essaient en vain de forcer la porte du cockpit. Le psychiatre de Pasternak, présent dans l’avion, essaie de le raisonner en lui affirmant que ses parents sont responsables de ses problèmes. Dans le dernier plan du récit, l'avion s'écrase sur la maison des parents de Pasternak.

### Mort aux rats(Las ratas)
Un homme politique, entrepreneur immobilier, arrive dans un restaurant. La serveuse le reconnaît : c'est Cuenca, le responsable de scandales financiers qui entraînèrent le suicide de son père. La cuisinière, une ancienne détenue, lui suggère de lui servir de la mort aux rats. Devant son refus, elle met elle-même le poison dans le plat destiné à Cuenca. Alors que survient Alexis, le fils de Cuenca, qui commence à goûter à la nourriture, la serveuse affolée veut retirer le plat et déclenche une réaction violente de Cuenca qui la frappe, avant de s'effondrer, tué de plusieurs coups de couteau par la cuisinière. Celle-ci finit arrêtée par la police alors qu'Alexis s'en sort après avoir vomi ce qu'il avait mangé.

### La loi du plus fort(El más fuerte)
Diego roule sur une route déserte d'Argentine dans une berline de luxe, quand il est bloqué par une vieille guimbarde qui l'empêche de dépasser. Quand il y parvient enfin, il insulte son conducteur au passage. Peu après, un de ses pneus crève et il doit s'arrêter sur le bas-côté pour changer la roue. Puis arrive l'homme qu'il avait insulté, qui s'arrête devant lui et commence à frapper sa belle voiture et à déféquer sur le pare-brise devant Diego réfugié à l'intérieur. N'en pouvant plus, ce dernier finit par démarrer pour percuter la voiture de son agresseur, la précipitant dans la rivière. L'homme réussit à en sortir et le menace de mort en révélant qu'il a lu sa plaque d'immatriculation, Diego le poursuit pour l'écraser, quand la roue de secours, qu'il n'a pas eu le temps de resserrer, lâche et le fait chuter à son tour dans la rivière. L'homme cherche à mettre le feu à la voiture en allumant une mèche plongée dans le réservoir, mais Diego le retient et l'autre tente alors désespérément d'éteindre la mèche. L'explosion qui suit les laisse tous deux carbonisés et enlacés tendrement dans la voiture... Les secours que Diego avait appelés concluent qu'il s'agit probablement d'un crime à motif passionnel.

### La bombe(Bombita)
Simón, ingénieur expert en explosifs, voit sa voiture mise en fourrière. Estimant que c'est une injustice, il essaie de discuter, alors qu'il a promis d'arriver à l'heure à l'anniversaire de sa fille, mais se heurte à une bureaucratie inflexible et finit par payer. Irritée par son retard et son habitude de traiter ses propres problèmes avant les activités familiales, sa femme provoque une scène de ménage et demande le divorce. Le lendemain, Simón essaie de faire annuler l'amende à la mairie, sans succès, s'énerve et finit par casser la vitre du guichet avec un extincteur. L'affaire fait les gros titres, il en perd son travail et la garde de sa fille.  On voit également ses tentatives infructueuses d’obtenir un nouveau travail, à cause de sa mauvaise réputation. Après avoir dû à nouveau récupérer sa voiture à la fourrière, il la bourre d'explosifs et la stationne à un endroit où il sait qu'elle sera enlevée. L'explosion dans la fourrière - que Simon avait programmée de manière que personne ne soit tué - fait grand bruit dans les médias et Simón « la bombe », héros de la lutte contre la bureaucratie, devient un héros sur les réseaux sociaux. Le récit s'achève en prison, alors que sa femme et sa fille apportent un gâteau d'anniversaire à Simón, joyeusement célébré par ses codétenus.

### La proposition(La propuesta)
Santiago réveille son père au petit matin affolé parce qu'il vient de renverser mortellement une femme enceinte et de prendre la fuite. La famille est riche et, pour éviter la prison à Santiago, son père et son avocat proposent à leur jardinier une somme d'argent importante pour assumer la responsabilité de l'accident. L'enquêteur, qui avait rapidement découvert la supercherie, se laisse corrompre par l'avocat ; le père découvre furieux que l'avocat lui-même a prévu de se servir copieusement au passage sur la part de l'enquêteur. Tous finissent par tomber d'accord, mais le faux coupable, victime d'un lynchage médiatique et mal protégé par la police, finit assassiné à coups de marteau par le mari de la victime en sortant de la maison.

### Jusqu'à ce que la mort nous sépare(Hasta que la muerte nos separe)
Romina et Ariel fêtent leur mariage dans un grand hôtel de Buenos Aires. Soudainement, Romina découvre qu'Ariel la trompe avec une collègue, invitée à la noce. S'ensuit un mélodrame échevelé où Ariel, recherchant sa femme, la trouve sur le toit de l'hôtel en plein acte de vengeance dans les bras d'un cuisinier. Romina promet à Ariel une vie infernale et de lui refuser le divorce, puis revient à la fête où elle s'en prend à la maîtresse d'Ariel et la fracasse contre un miroir. Ariel fond en sanglots et sa mère s'écharpe avec Romina. En état de choc, Romina et Ariel transcendent leur colère dans une danse passionnelle jusqu'à entamer une relation sexuelle devant leurs invités qui finissent par quitter les lieux.

## Fiche technique
- Titre français : Les Nouveaux Sauvages
- Titre original : Relatos salvajes
- Titre international : Wild Tales
- Titre québécois : Les Nouveaux Sauvages aussi
- Réalisation : Damián Szifrón
- Scénario : Damián Szifrón
- Direction artistique : María Clara Notari
- Décors :
- Costumes : Ruth Fischerman
- Montage : Pablo Barbieri Carrera et Damián Szifrón
- Musique : Gustavo Santaolalla
- Photographie : Javier Julia
- Son :
- Production : Agustín Almodóvar, Pedro Almodóvar, Esther García, Matías Mosteirín et Hugo Sigman
- Sociétés de production : El Deseo, Kramer and Sigman Films et Telefe
- Sociétés de distribution : Warner Bros.
- Pays d’origine : Argentine et Espagne
- Budget :
- Langue : espagnol
- Durée : 122 minutes
- Format :
- Genre : comédie noire
- Date de sortie : 
  - France : 17 mai 2014 (festival de Cannes 2014) ; 14 janvier 2015 (sortie nationale)
  - Argentine : 21 août 2014

## Distribution

### Pasternak
- Darío Grandinetti (VF : Féodor Atkine) : Salgado
- María Marull (VF : Nathalie Karsenti) : Isabel
- Mónica Villa (VF : Hélène Otternaud) : Mme Leguizamón, l'institutrice
- Diego Starosta (VF : Serge Faliu) : Ignacio Fontana
- Marcelo Frasca (VF : Benjamin Boyer) : gérant Casa Tia
- María Laura Caccamo (VF : Anneliese Fromont) : l'hôtesse de l'air
- Carlos Alberto Vavassori (VF : Patrice Melennec) : Victor Jensen

### Mort aux rats
- Julieta Zylberberg (VF : Daniela Labbé-Cabrera) : la serveuse
- Rita Cortese (VF : Denise Metmer) : la cuisinière
- César Bordón (VF : Bruno Abraham-Kremer) : Cuenca
- Juan Santiago Linari (VF : Benjamin Bollen) : Alexis.

### La loi du plus fort
- Leonardo Sbaraglia (VF : Olivier Bouana) : Diego Iturralde
- Walter Donado (VF : Pierre Margot) : Mario

### La bombe
- Ricardo Darín (VF : Thierry Hancisse) : Simón Fisher
- Nancy Dupláa (VF : Ninou Fratellini) : Victoria
- Luis Mazzeo (VF : Didier Brice) : l'ami de Simon
- Andrea Garrote (VF : Isabelle Miller) : l'avocate de Victoria
- Federico Liss (VF : Yann Peira) : l'employé de la fourrière

### La proposition
- Oscar Martínez (VF : Jean Barney) : Mauricio
- María Onetto (VF : Catherine Davenier) : Helena
- Osmar Núñez (VF : Patrick Raynal) : l'avocat
- Germán de Silva (VF : Achille Orsoni) : José
- Diego Velázquez (VF : Pierre Tessier) : le procureur
- Alan Daicz (VF : Benjamin Bollen) : Santiago

### Jusqu'à ce que la mort nous sépare
- Érica Rivas (VF : Barbara Tissier) : Romina
- Diego Gentile : (VF : Alexis Victor) : Ariel
- Liliana Weimer (VF : Béatrice Michel) : Cuca
- Claudio Delan (VF : Patrice Melennec) : Bocha
- Margarita Molfino (VF : Nathalie Karsenti) : Lourdes
- Marcelo Pozzi (VF : Tugdual Rio) : le cuisinier
- Liliana Ackerman (VF : Colette Marie) : la tante d'Ariel

## Musique
Sauf indication contraire ou complémentaire, les informations mentionnées dans cette section proviennent du générique de fin de l'œuvre audiovisuelle présentée ici.
Gustavo Santaolalla
 Sauf indication contraire, les informations mentionnées dans cette section peuvent être confirmées par la base de données cinématographiques IMDb,  présente dans la section « Liens externes ».
- Aire libre - Lucien Belmond
- Le Beau Danube bleu - Johann Strauss II

## Distinctions

### Récompenses
- Festival international du film de Saint-Sébastien 2014 : Prix du public
- National Board of Review Awards 2014 : meilleur film en langue étrangère
- Prix Platino 2015 : huit récompenses dont celui du meilleur film[2].
- British Academy Film Awards 2016 : Meilleur film en langue étrangère
- 10 Prix Sud dont meilleurs film, réalisateur, scénario et acteurs

### Nominations et sélections
- AFI Fest 2014 : sélection « World Cinema »
- Festival de Cannes 2014 : sélection officielle, en compétition
- Festival international du film de Saint-Sébastien 2014 : sélection « Pearls »
- Festival du film de Telluride 2014
- Festival international du film de Toronto 2014 : sélection « Special Presentations »
- Ramdam Festival - édition 2015 : sélection officielle pour la catégorie Fiction et prix du film le plus dérangeant de la catégorie fiction remis par les organisateurs festival à la suite de l'annulation du festival pour cause de menaces terroristes.
- Critics' Choice Movie Awards 2015 : meilleur film en langue étrangère
- Oscars du cinéma 2015 : meilleur film en langue étrangère
- Satellite Awards 2015 : meilleur film en langue étrangère

## Autour du film
L'épisode Pasternak n'est pas sans évoquer le crash volontaire de l'Airbus de la Germanwings du 24 mars 2015, soit quelques semaines après la sortie du film en France, et trois jours avant sa sortie au Royaume-Uni, contraignant les distributeurs à signaler que certaines séquences peuvent choquer les spectateurs et que toute ressemblance avec des événements réels est fortuite.